# Haematopota fusca
Haematopota fusca är en tvåvingeart som beskrevs av Austen 1908. Haematopota fusca ingår i släktet Haematopota och familjen bromsar. Inga underarter finns listade i Catalogue of Life.